# واين إدوارد ألي
واين إدوارد ألي (بالإنجليزية: Wayne Edward Alley)‏ هو محامي وقاضي أمريكي، ولد في 18 مايو 1932 في بورتلاند في الولايات المتحدة.